# Maliattha arefacta
Maliattha arefacta là một loài bướm đêm trong họ Noctuidae.